# Unterseeboot 362
Le Unterseeboot 362 (ou U-362) est un sous-marin allemand (U-Boot) de type VII.C utilisé par la Kriegsmarine (marine de guerre allemande) pendant la Seconde Guerre mondiale.

## Construction
L'U-362 est un sous-marin océanique de type VII C. Construit dans les chantiers de Flensburger Schiffbau-Gesellschaft à Flensbourg, la quille du U-362 est posée le 9 novembre 1941 et il est lancé le 21 octobre 1942. L'U-362 entre en service trois mois et demi plus tard.

## Historique
Mis en service le 4 février 1943, l'Unterseeboot 362 et son équipage effectuent leur formation à Danzig sous les ordres de l'Oberleutnant zur See Ludwig Franz au sein de la 8. Unterseebootsflottille jusqu'au 30 juin 1943, puis l'U-362 intègre sa formation de combat dans la 13. Unterseebootsflottille à Drontheim.
L'Unterseeboot 362 a effectué cinq patrouilles, toutes sous les ordres de l'Oberleutnant zur See Ludwig Franz dans lesquelles il n'a ni coulé, ni endommagé de navire ennemi au cours de ses 102 jours en mer.
Pour sa première patrouille, l'U-362 appareille de Kiel le 6 février 1944. Après cinq jours en mer, il arrive à Bergen en Norvège le 10 février 1944. Quatre jours plus tard, il reprend la mer et rejoint Hammerfest le 28 février 1944. Le lendemain, il quitte la 8. Unterseebootsflottille et est affecté à la 13. Unterseebootsflottille.
Puis il réalise trois petites sorties en mer de deux à quatre jours chacune.
Sa deuxième patrouille part du port de Narvik le 8 avril 1944. Le 11 avril 1944, l'U-Boot est attaqué par un avion Martlet britannique dans l'Océan Arctique. Endommagé, il retourne à sa base de Trondheim le 13 avril 1944.
Sa cinquième patrouille commence le 2 août 1944, quittant Hammerfest. Après 35 jours en mer, l'U-362 est coulé le 5 septembre 1944 dans la Mer de Kara près de Krakovka à la position géographique de 75° 51′ N, 89° 27′ E par des charges de profondeur lancées du dragueur de mines soviétique T-116. 
Les Modèle:Nibr d'équipage meurent dans cette attaque.

## Affectations
- 8. Unterseebootsflottille à Danzig du 4 février 1943 au 29 février 1944 (entrainement).
- 13. Unterseebootsflottille à Drontheim du [[1er mars|1er mars]] au 5 septembre 1944 (service actif).

## Commandements
- Oberleutnant zur See Ludwig Franz du 5 février 1943 au 5 septembre 1944

## Patrouilles
|       | Commandant         | Départ          | Départ       | Arrivée          | Arrivée      | Jours     | Succès |
| ----- | ------------------ | --------------- | ------------ | ---------------- | ------------ | --------- | ------ |
| 1     | Oblt. Ludwig Franz | 6 février 1944  | Kiel         | 10 février 1944  | Bergen       | 5 jours   |        |
| →     | Oblt. Ludwig Franz | 14 février 1944 | Bergen       | 28 février 1944  | Hammerfest   | 15 jours  |        |
|       | Oblt. Ludwig Franz | 29 février 1944 | Hammerfest   | 1er mars 1944    | Narvik       | 2 jours   |        |
|       | Oblt. Ludwig Franz | 9 mars 1944     | Narvik       | 12 mars 1944     | Trondheim    | 4 jours   |        |
|       | Oblt. Ludwig Franz | 5 avril 1944    | Trondheim    | 7 avril 1944     | Narvik       | 3 jours   |        |
| 2     | Oblt. Ludwig Franz | 8 avril 1944    | Narvik       | 13 avril 1944    | Trondheim    | 6 jours   |        |
| 3     | Oblt. Ludwig Franz | 14 mai 1944     | Trondheim    | 7 juin 1944      | Skjomenfjord | 25 jours  |        |
| 4     | Oblt. Ludwig Franz | 14 juillet 1944 | Skjomenfjord | 20 juillet 1944  | Hammerfest   | 7 jours   |        |
| 5     | Oblt. Ludwig Franz | 2 août 1944     | Hammerfest   | 5 septembre 1944 | Coulé        | 35 jours  |        |
| Total | Total              | Total           | Total        | Total            | Total        | 102 jours | 0 t    |

Note : Oblt. = Oberleutnant zur See 

### Opérations Wolfpack
L'U-362 a opéré avec les Wolfpacks (meute de loups) durant sa carrière opérationnelle:
1. Werwolf (23 février 1944 - 27 février 1944)
2. Donner (11 avril 1944 - 12 avril 1944)
3. Trutz (16 mai 1944 - 31 mai 1944)
4. Grimm (31 mai 1944 - 6 juin 1944)
5. Greif (3 août 1944 - 5 septembre 1944)

## Navires coulés
L'Unterseeboot 362 n'a ni coulé, ni endommagé de navire ennemi au cours des cinq patrouilles (93 jours en mer) qu'il effectua.

### Source et bibliographie
- (en) Cet article est partiellement ou en totalité issu de l’article de Wikipédia en anglais intitulé « German submarine U-362 » (voir la liste des auteurs).
- Chris Bishop, historien militaire (trad. de l'anglais par Christian Muguet), Les sous-marins de la Kriegsmarine : 1939-1945 : le guide d'identification des sous-marins [« The spellmount submarine identification guide : Kriegsmarine U-boats 1939-1945 »], Paris, Éd. de Lodi, 2008, 192 p. (ISBN 978-2-84690-327-1, OCLC 470721805, BNF 41298980)